# 코이케 에이코
고이케 에이코(일본어: 小池 栄子, 1980년 11월 20일 ~ )는 일본의 배우이다. 그라비아 아이돌 출신이며, 본명은 사카타 에이코(坂田 栄子)(결혼 전 성: 고이케)이다.
도쿄도 세타가야구 시모키타자와 출신이며, 소속사는 옐로우캡이다. 남편은 프로레슬러인 사카타 와타루이다.

## 출연

### 드라마
- 1997년 《춤추는 대수사선》
- 1999년 《팀》
- 2002년 《사토라레》
- 2002년 《리모트》
- 2003년 《라이온 선생》
- 2004년 《돌하우스》
- 2005년 《요시츠네》
- 2005년 《이혼변호사 2》
- 2005년 《오오쿠: 화의 란》
- 2006년 《맛있는 프러포즈》
- 2006년 《혐오스런 마츠코의 일생》
- 2007년 《빵빵녀와 절벽녀》
- 2007년 《아츠히메》
- 2009년 《키이나: 불가능범죄수사관》
- 2009년 《스마일》
- 2010년 《GM: 춤춰라 닥터》
- 2011년 《용사 요시히코와 마왕의 성》
- 2012년 《속죄》
- 2012년 《리갈 하이》
- 2013년 《라스트 호프》
- 2016년《세상에서 가장 어려운 사랑》

### 영화
- 2003년 《연애사진》
- 2003년 《2LDK》
- 2004년 《불량공주 모모코》
- 2005년 《한밤중의 야지키타》
- 2008년 《입맞춤》
- 2010년 《퍼머넌트 노바라》
- 2010년 《인간실격》
- 2011년 《8일째 매미》
- 2011년 《철로》
- 2017년 《잠깐만 회사 좀 관두고 올게》
- 2017년 《그들이 진심으로 엮을 때》 - 나오미 역
- 2017년 《더 블루 하츠》
- 2017년 《퍼펙트 레볼루션》 - 에리 역
- 2021년 《지옥의 화원》 - 오니마루 레이나 역

## 수상
입맞춤
- 제30회 요코하마 영화제 - 여우주연상
- 제23회 다카사키 영화제 - 최우수 여우주연상
- 제63화 마이니치 영화상 - 여우주연상
- 제18회 일본영화비평가대상 - 여우주연상
- 제18회 일본영화프로페셔널대상 - 여우주연상

8일째 매미
철로
- 제85회 키네마 준보 베스트 10 - 여우조연상